# Cartagena vasútállomás
A cartagenai vasútállomás a spanyolországi Cartagena egyik nagy forgalmú közlekedési létesítménye. Az állomást a Renfe üzemelteti.

## Története és leírása
Bár a vasút már 1862-ben elérte Cartagenát, ez a látványos, szecessziós épület csak a 20. század első éveiben épült, amikor maga a város is gyors ütemben fejlődött: ez a fejlődés nem kis mértékben az Amerikából hazatérő, ott meggazdagodott polgároknak (az úgynevezett indianóknak) volt köszönhető. A felvételi épület délnyugat felé néző főhomlokzatának leglátványosabb eleme az árkádos főbejárat fölötti hatalmas ív, valamint az afölött elhelyezett óra. Figyelemre méltóak az épület míves fémoszlopai is.
A fejpályaudvarként működő, áthaladó forgalommal nem rendelkező épület Cartagena történelmi belvárosától keletre található. Négy vágánya és három peronja van, Talgo és Altaria vonatok használják. A közeli Murcia városába napi tíz járat indul, de jó a közlekedés Alicante irányába is. A városi 5-ös számú helyi járatú autóbusznak a vasútállomás közvetlen közelében található az egyik megállója.

## Vasútvonalak
Az állomást az alábbi vasútvonalak érintik:
- Chinchilla–Cartagena-vasútvonal

## Kapcsolódó állomások
A vasútállomáshoz az alábbi állomások vannak a legközelebb:

## Képek

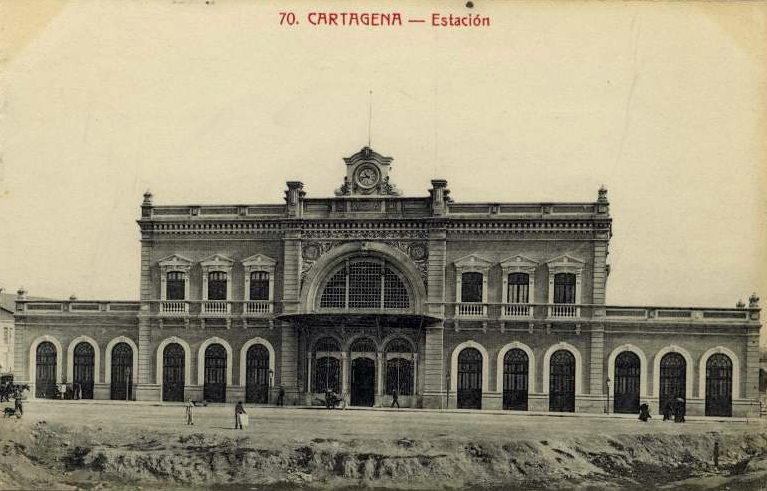
Az állomás az 1910-es években
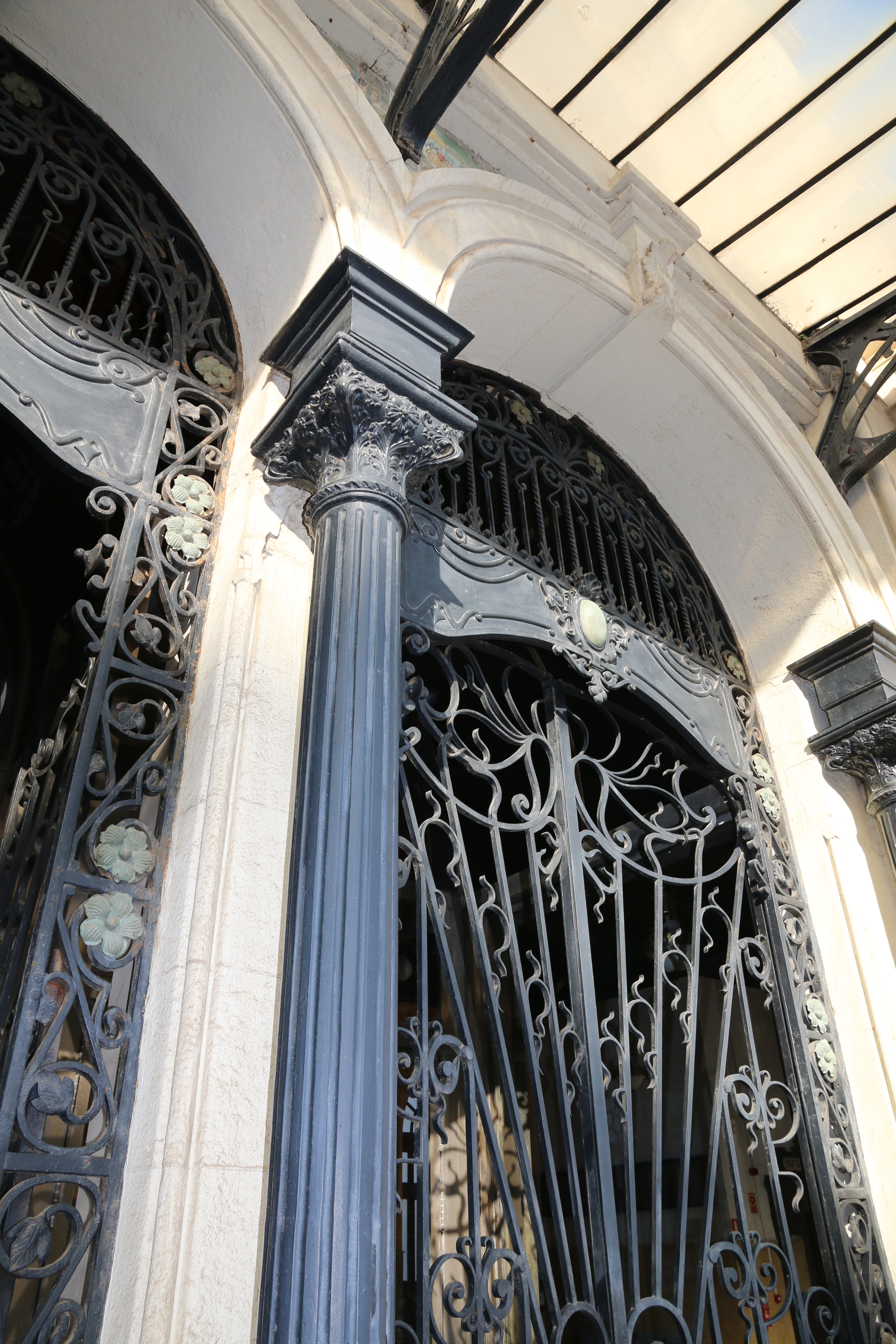
Épületrészlet
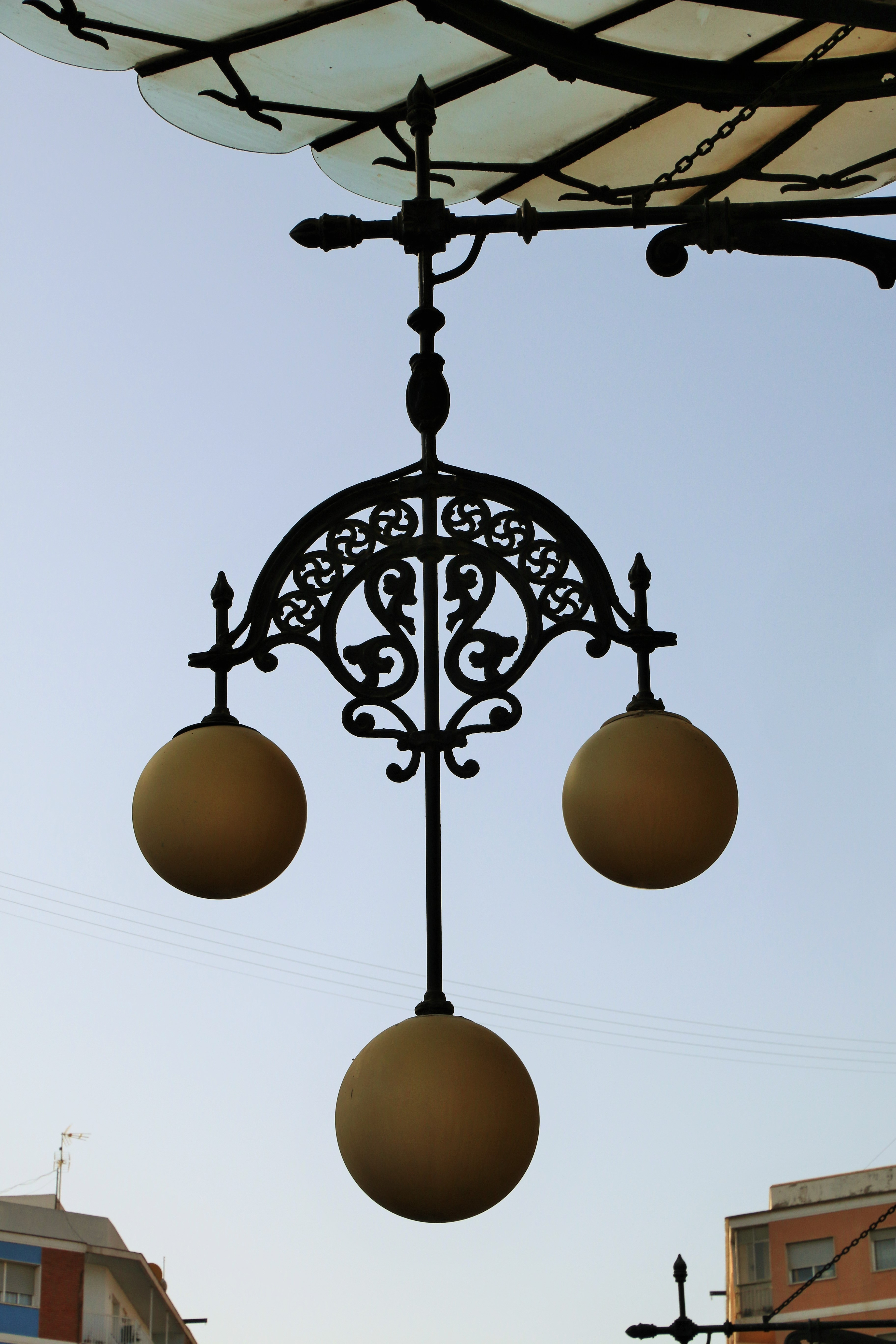
Lámpák
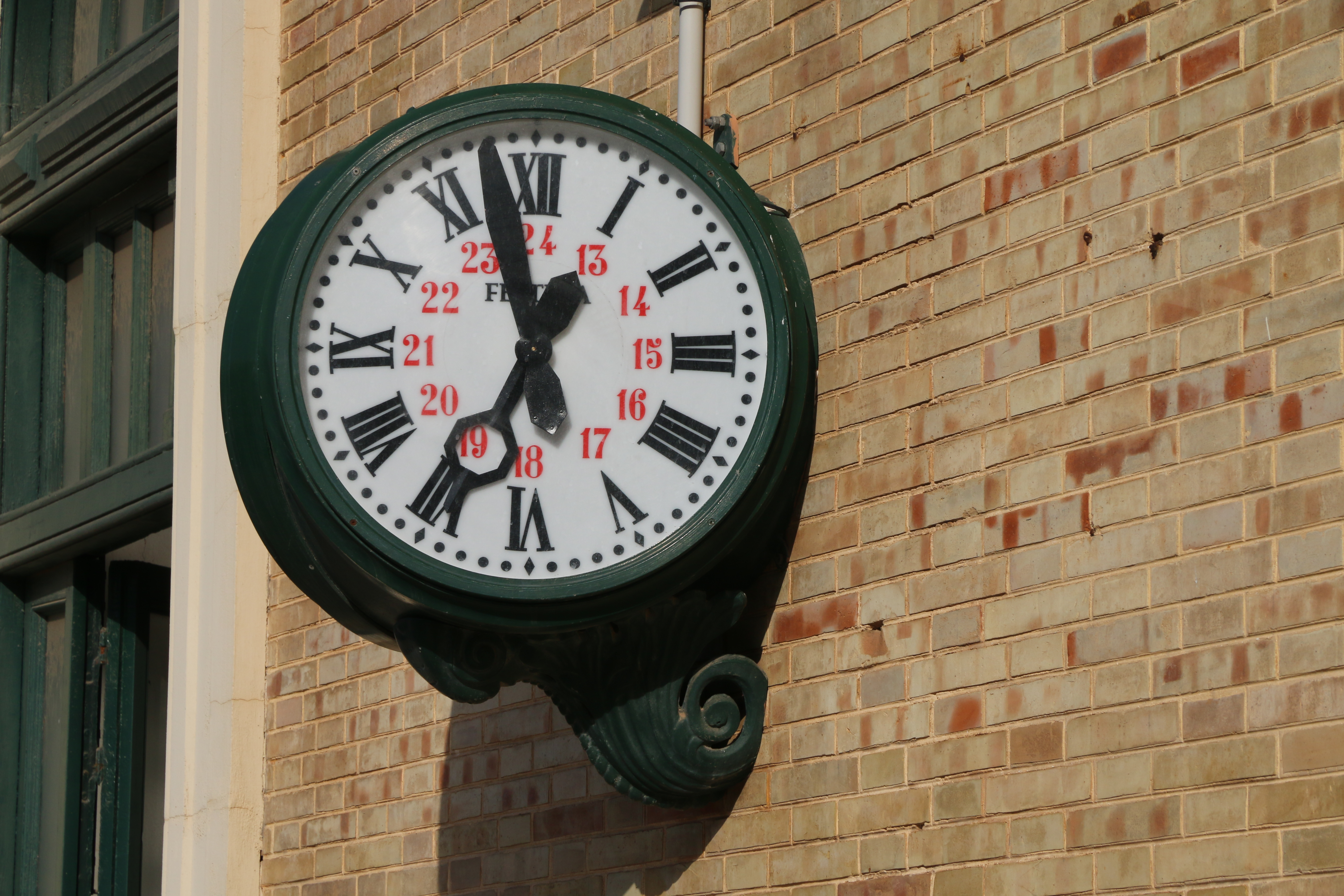
Egy kisebb óra